# Amico Agnifili
Amico Agnifili (italià: Amico Agnifilo)  (Rocca di Mezzo, 1398 - L'Aquila, 9 de novembre de 1476) fou un cardenal i bisbe italià.

## Biografia
Va néixer als Abruços, dins d'una família humil de pastors. Les notícies sobre la seva vida són molt escasses: segons algunes fonts, la seva família es deia Coletta di Cecco, mentre que només més tard va adoptar el sobrenom d'Agnifili (d'Agniphilo, que vol dir "amic dels àngels"), potser per dissimular el seus orígens modestos. Juntament amb el cognom, Amico també va adquirir un escut heràldic que representava un llibre coronat per un xai; una versió d'aquest escut encara és visible avui al portal de la casa natal de Largo dell'Annicola a Rocca di Mezzo.
Va començar els seus estudis a l'Aquila, als quinze anys es va traslladar a Bolonya a l'Alma Mater Studiorum, on va ser alumne del jurista Giovanni da Saliceto i, el 13 d'agost de 1426, es va llicenciar en dret canònic. En aquest període també va conèixer el futur cardenal Domenico Capranica, així com els futurs pontífexs Enea Silvio Piccolomini (Papa Pius II) i Pietro Barbo (Papa Pau II), l'amistat dels quals li va permetre fer carrera a l'administració papal. També va publicar la seva primera obra, Consilium, conservada ara a la Biblioteca Apostòlica Vaticana.
De tornada als Abruços, esdevingué canonge de la catedral de l'Aquila i posteriorment arxipreste de San Paolo di Barete. Per recomanació de Capranica també esdevingué canonge a Santa Maria Major a Roma.
Després de la mort de Giacomo Donadei, i a proposta de Giovanni da Capestrano, el 23 de maig de 1431 fou elegit bisbe de l'Aquila amb una cerimònia a l'església de Santa Maria del Ponte. En aquella ocasió va adquirir el cognom Agnifili. A la capital dels Abruços, Agnifili va fer tot el possible per restaurar la disciplina a l'arxidiòcesi. En un intent de pacificar dues faccions enfrontades, va convidar Bernardí de Siena a predicar a l'Aquila, on el sant va morir l'any 1444. Després d'un primer enterrament a l'església de San Francesco a Palazzo, va donar suport a la construcció d'una nova basílica destinada a albergar les seves despulles i va presidir el seu procés de canonització.
Fou especialment actiu, amb Giacomo della Marca i l'esmentat Giovanni da Capestrano, en l'àmbit social, impulsant la construcció de l'Ospedale Maggiore (1447) i l'establiment del Monte di Pietà (1468). També va intervenir a la Catedral, sobretot després del terratrèmol de 1461, ampliant l'estructura i embellint-la amb obres de gran refinament, entre les quals una creu processional de Nicola da Guardiagrele. A Rocca di Mezzo va fer restaurar l'església de Santa Maria ad Nives després del saqueig de les tropes de Braccio da Montone.
Durant l'episcopat a l'Àquila, i en virtut de la seva fama, va tenir nombrosos càrrecs polítics: el 1433 va ser legat papal a la coronació imperial de Segimon de Luxemburg i el 1439 va participar en el Concili de Florència. A més, va ser nomenat governador de la Província del Patrimoni (1440), rector de la ciutat de Viterbo (1441), governador de Spoleto (1447), custodi del conclave de 1447 i després governador d'Orvieto (1447-1451).
El papa Pau II, el seu deixeble a Bolonya, el va elevar al rang de cardenal al consistori del 18 de setembre de 1467. Va rebre el títol cardenalici de Santa Balbina i, el 13 d'octubre de 1469, va optar per el de Santa Maria in Trastevere. A la mort de Pau II, va ser candidat a papa, en el conclave del 3 d'agost de 1471, rebent quatre vots contra els nou del futur papa Francesco della Rovere.
El 31 de març de 1472 abdicà del càrrec de bisbe de l'Aquila a favor del seu nebot Francesco. Amb la mort sobtada d'aquest, el 20 d'agost de 1476 tornà a ocupar de nou el bisbat per un període molt breu.
Agnifili va morir, de fet, el 9 de novembre del mateix any, sent enterrat a la catedral de Santi Massimo i Giorgio, en un sepulcre monumental construït per Silvestro dell'Aquila entre 1476 i 1480.
El Museu d'Art Sacre de Rocca di Mezzo està dedicat a la seva memòria.